# バリスタ (兵器)

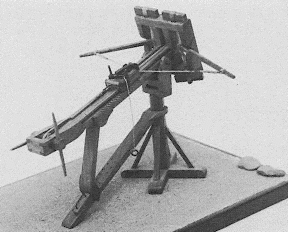
古代ローマのバリスタ

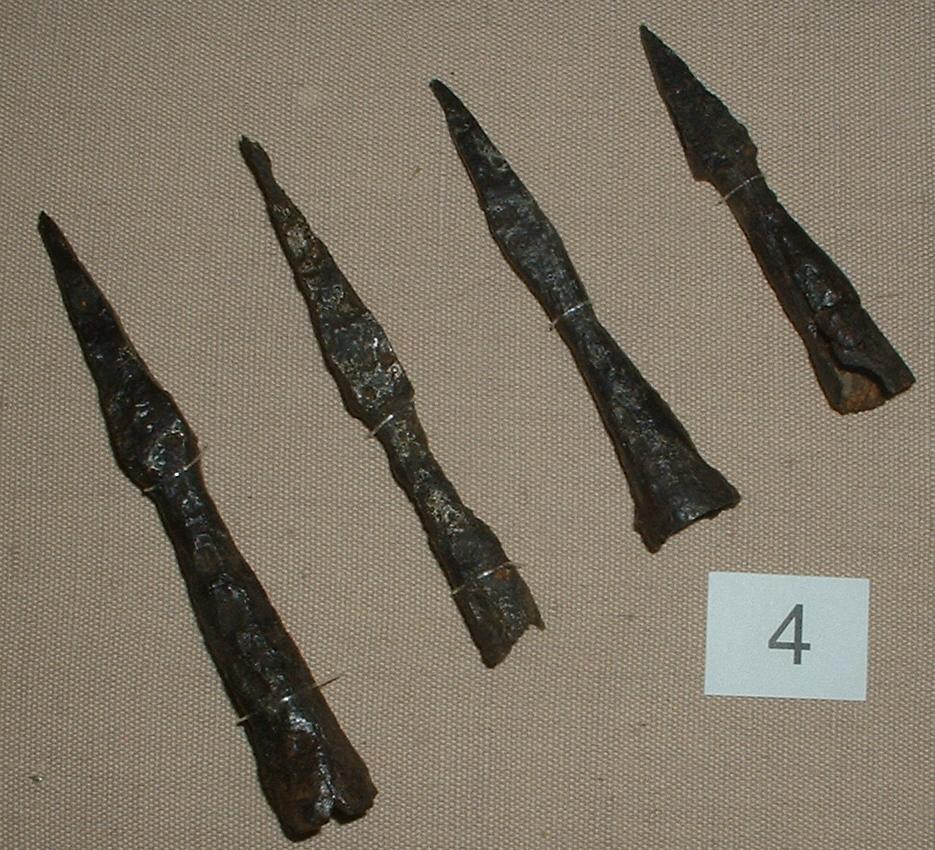
バリスタの投擲体の鏃

バリスタ (ballista) は、古代から中世にかけて使われた、据え置き式の大型弩砲である。

## 概要
てこを用いて弦を引き絞り、石や金属の弾、槍に匹敵するような大型の矢、複数の小型の矢、火炎瓶など、様々な物を打ち出した。矢弾を弾き出す動力は弓が主だったが、複数の弓を並べたり、捻った動物性繊維の太縄や金属製のばねを用いるなどの改良を加えられた物もあった。
白兵戦の支援、攻城戦における攻城兵器、それらからの防衛に使われ、軍船に搭載することもあった。
なお、英語で弾道を意味するバリスティック (ballistic) はバリスタが語源である。バリスタがラテン語でarcuballistaと呼ばれていたこともあり、その中世フランス語訳のアーバレスト（arbalest, 現在のフランス語ではarbaleste）は主にクロスボウの一種を指し、また、クロスボウの同義として使われる場合もある。

## 歴史
ディアドコイ戦争の一つでマケドニアが行ったロードス包囲戦では、巨大な攻城塔の中に様々な種類のバリスタやカタパルトを何段にも装備したヘレポリス (Helepolis) と呼ばれる巨大な兵器が使用された。また、ロードス側も連発式のバリスタでヘレポリスに対して絶え間なく射撃を浴びせた。結果的に包囲戦は失敗に終わり、そうして破壊されたヘレポリスの残骸やマケドニア兵が置いていった甲冑を材料にし、この戦争での勝利を記念して世界の七不思議の一つであるロードスの巨像が作られた。
第二次ポエニ戦争では、小型化して携帯できるようにした狙撃用武器であるスコルピウス（scorpius, スコーピオン〈scorpion〉）が使われた。
欧州西部ではローマの崩壊期から中世にかけて姿を消しており、一説には中世初頭における戦禍拡大を嘆いたローマ教皇による使用禁止令に起因しているとも言われている。
東ローマ帝国などでは騎馬砲兵の要領で台車に360度回転する台を付け、その上にバリスタを載せて馬に引かせるバリスタ・クアドリロティスという兵器も作られた。ばねを利用したサスペンションにより、機動力があった。現在の戦車の原型となっている。
カタパルトなどと同じく火砲が登場しても併用して使用されたが、爆発力が高く安全な火薬が改良されて火砲の鋳造技術も進化し、火砲が十分信頼できる兵器になるとバリスタは使用されなくなった。

## 種類
- 携帯型バリスタ
  - ケイロバリスタ（英語版）
- 連射型バリスタ
  - ポリボロス（英語版）
- 小型バリスタ
  - スコルピオ (兵器)（英語版）
- 牽引式バリスタ
  - カッロバリスタ（英語版）

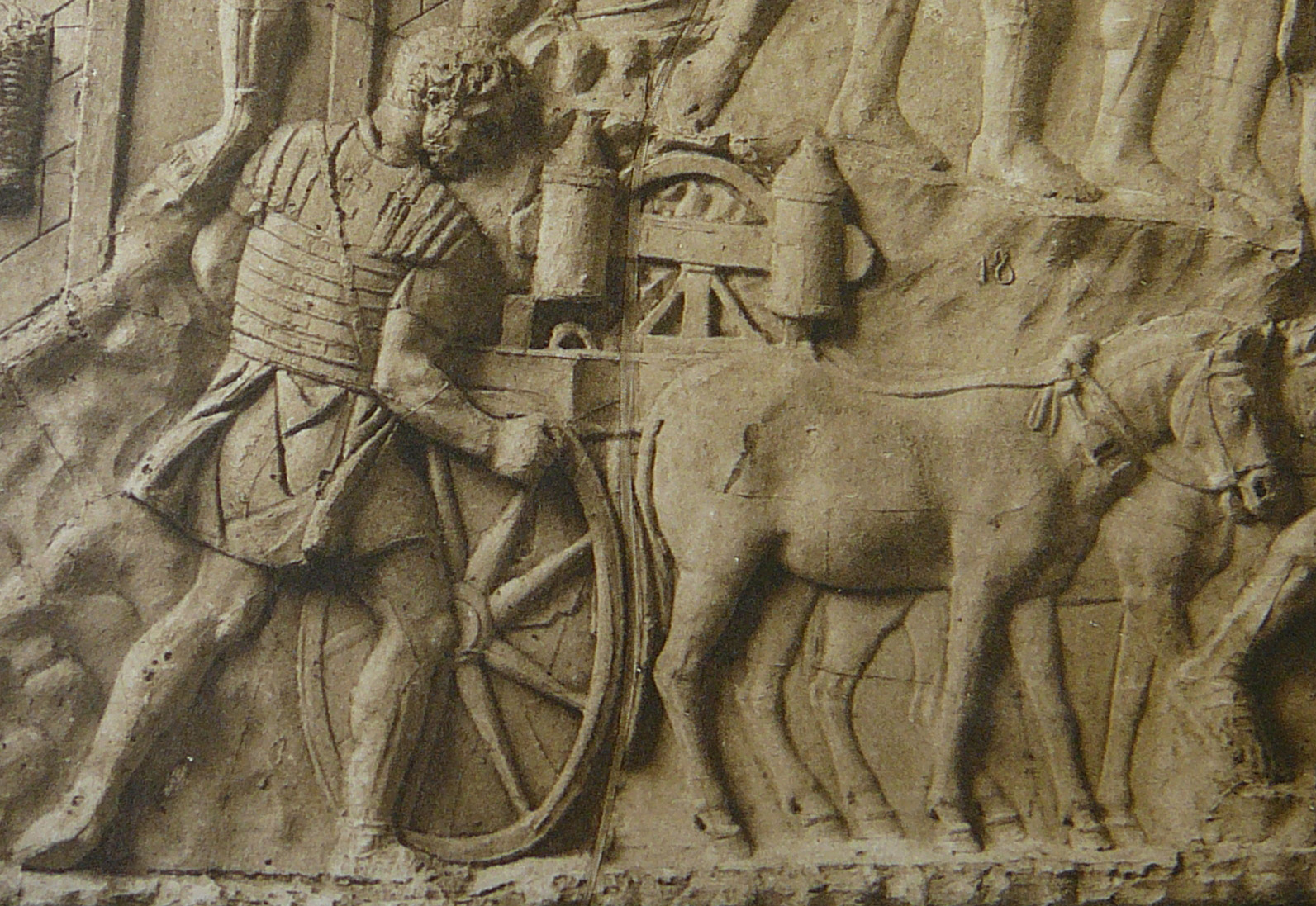
トラヤヌスの記念柱にあるローマの牽引型バリスタのレリーフ
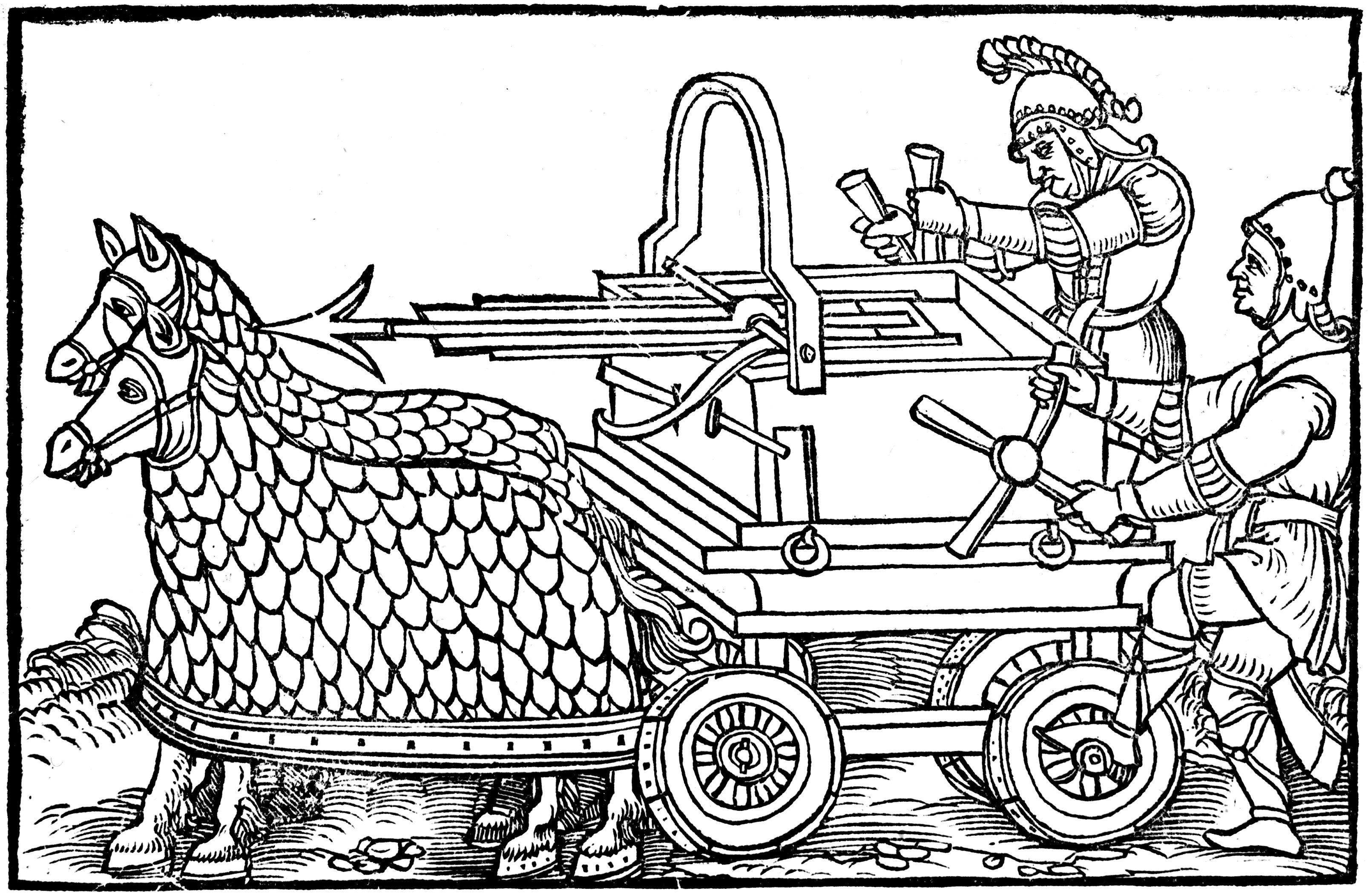
軍事書『De Rebus Bellicis（イタリア語版）』の1552版に描かれた4輪牽引式バリスタ